# Wilburton (Royaume-Uni)
Pour les articles homonymes, voir Wilburton.
Wilburton est une paroisse civile et un village du Cambridgeshire, en Angleterre.